# Патарени
Вижте пояснителната страница за други значения на Патарени.
Патарените са религиозно движение в християнството, възникнало в Милано около 1058 година. Получава названието си по името на един от кварталите на Милано, наречен Патария (Pataria), който е център на движението. Привържениците му се застъпват за строго налагане на безбрачието на свещениците и по-общо се противопоставят на моралното разложение сред духовенството. Обявено за ерес от Католическата църква, то скоро замира.
В по-късната антиеретическа литература наименованието патарени се използва за катарите и Босненската църква.